# 38 con vẹt
38 con vẹt (tiếng Nga: 38 попугаев) là một serie [[::en::Stop motion|hoạt hình rối]] thuộc thể loại tâm lý, có phần khôi hài dành cho trẻ em của Điện ảnh Soviet.

## Nội dung
Truyện phim xoay quanh những cuộc tán gẫu thú vị của bốn người bạn nhỏ: Khỉ con lắm điều, Voi nhút nhát, Vẹt lập dị, Trăn trầm tư.
Những mâu thuẫn thắt nút - cởi nút của bộ phim chỉ thông qua đối thoại của các nhân vật. Đó là cuộc tranh cãi để tìm ra cách giải quyết các nghịch lý, chơi chữ, chất vấn, giận dỗi, hiểu lầm... nhưng tất cả đều rất buồn cười.

## Danh sách các tập phim
| Tập phim                            | Năm  | Mô tả                                                                                      | Liên kết |
| ----------------------------------- | ---- | ------------------------------------------------------------------------------------------ | -------- |
| 38 con vẹt                          | 1976 | Друзья меряют рост Удава.                                                                  | youtube  |
| Bà của bạn Trăn                     | 1977 | Бабушка приехала к Удаву.                                                                  | youtube  |
| Làm sao để chữa bệnh cho bạn Trăn ? | 1977 | Удав заболел. Все хотят его вылечить. Но онине так его поняли...                           | youtube  |
| Bạn Voi đi đâu thế nhỉ ?            | 1977 | Слонёнок идёт «например».                                                                  | youtube  |
| Vẹt đòi học bay                     | 1978 | Как друзья учили Попугая летать.                                                           | youtube  |
| Chào Khỉ con !                      | 1978 | У Удава прекрасное настроение. Он хочет поделиться им с Мартышкой...                       | youtube  |
| Ngày mai sẽ là ngày mai             | 1979 | Все пытаются выяснить, что сегодня, а что завтра.                                          | youtube  |
| Bài tập thể dục cho cái đuôi        | 1979 | Мартышка решает стать сильной, чтобы достать кокос.                                        | youtube  |
| Một kết cục to lớn                  | 1985 | Друзья пытаются закрыть закон «бросишь что нибудь вверх, и оно упадёт вниз, прямо на вас». | youtube  |
| Quyển sách giáo khoa khó hiểu       | 1991 | Друзья начинают «действовать»: складывать, вычитать, умножать, делить.                     | youtube  |

## Ê-kíp
- Âm nhạc: V. Shainsky
- Dựng phim: A. Zhukovsky
- Biên tập: G. Filatova, A. Snesarev
- Chỉ đạo nghệ thuật: L. Shvartsman
- Họa sĩ: M. Chesnokova, E. Darikovich, S. Etlis, V. Grishin, P. Gusev, M. Koltunov, O. Masainov, N. Moleva, N. Titov, S. Znamenskaya
- Âm thanh: B. Filchikov
- Thiết kế sản xuất: Yu. Norshteyn, I. Sobinova-Kassil
- Lồng tiếng: N. Rumyantseva/R. Mukhametshina (Khỉ con), M. Kozakov (Voi), V. Livanov (Trăn), V. Larionov (Vẹt)

## Chi tiết thú vị
- В серии «Великое закрытие» Мартышка не была озвучена Надеждой Румянцевой, её озвучивала Р. Мухаметшина.
- В создании мультфильма принимала участие художник-мультипликатор И. Собинова-Кассиль, внучка прославленного оперного певца и дочь не менее выдающегося советского писателя.

Под влиянием этого мультфильма «попугаями» в повседневной речи иронично называют или какую-либо безразмерную величину, или произвольную размерность, когда «меряют на свой аршин».